# Italo Giovannucci

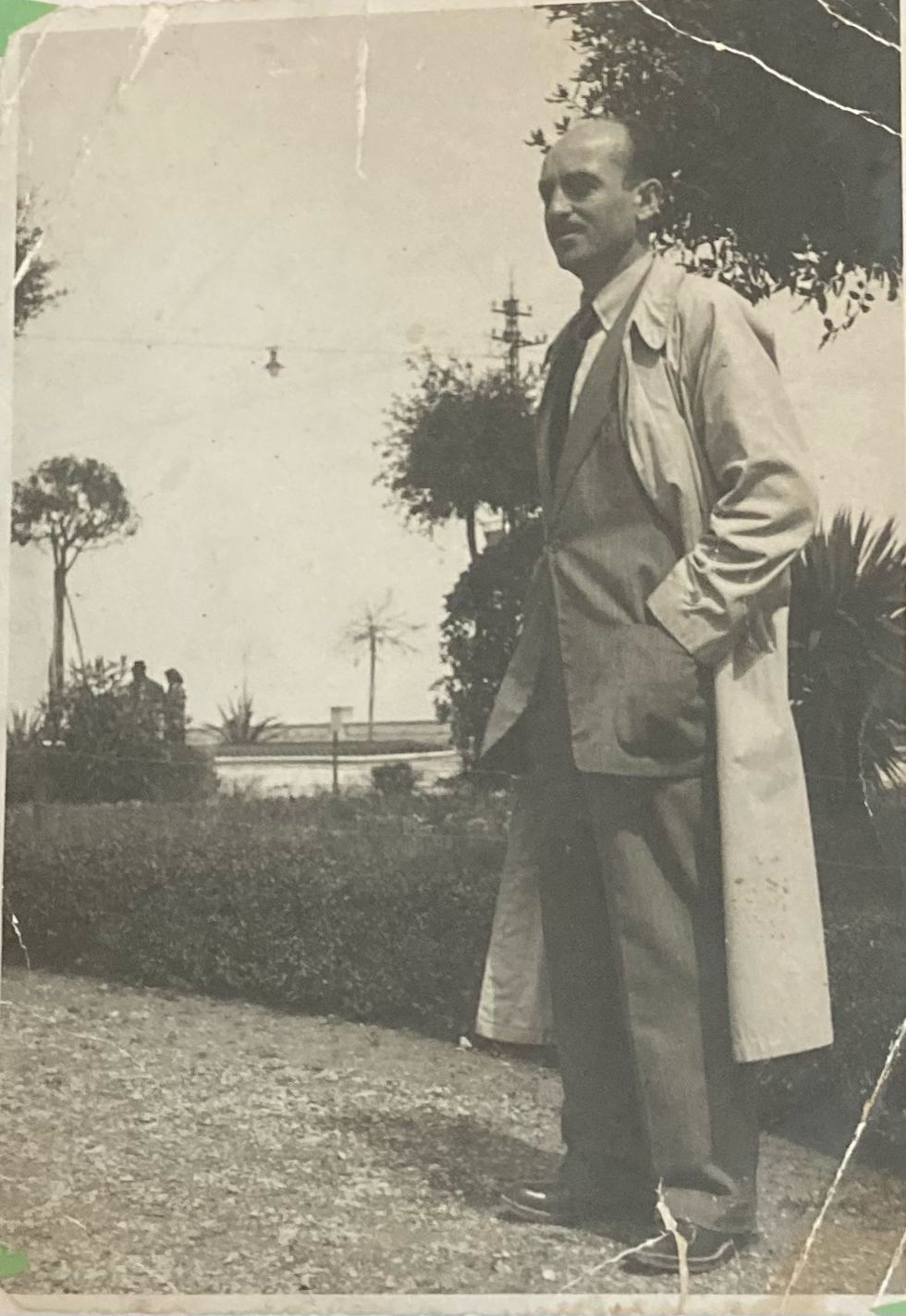
Italo Giovannucci a Pescara nel settembre 1941

Italo Giovannucci (Cappelle sul Tavo, 6 febbraio 1903 – Pescara, 6 novembre 1983) è stato un politico e avvocato italiano.

## Biografia
L’avvocato Italo Giovannucci è stato un politico italiano antifascista, primo sindaco della città di Pescara. È nato il 6 febbraio 1903 a Cappelle sul Tavo  (Pescara) da una famiglia della media borghesia. Sin da giovane, insieme ai tre fratelli Cosimo, Giuseppe e Pasquale, abbracciò l’ideale socialista, aderì al Partito Socialista Italiano e prese parte alla formazione del locale Comitato di liberazione nazionale. All’età di 16 anni fu eletto segretario della Federazione socialista giovanile di Chieti, dove studiava. Il ventennio fascista lo costrinse a umiliazioni, perquisizioni, minacce e aggressioni. Nel 1925, ancora studente universitario, gli fu imposto per motivi politici l’obbligo delle impronte digitali sul documento di identità. Nel 1936, dopo quaranta giorni di carcere a Pescara, fu condannato al confino per due anni in Calabria, nel paese di San Fili.
Nel 1944, arrestato dalla milizia fascista, fu incarcerato di nuovo per 20 giorni nel carcere di Pianella (Pescara). Durante il regime gli fu sempre impedito di praticare l’attività forense.
Il 13 giugno 1944 l’arrivo degli Alleati a Pescara determinò il ritorno alla libertà.
Nei giorni immediatamente successivi, su proposta del Comitato nazionale di liberazione (CNL) fu nominato sindaco della città dal Comando della polizia militare polacca.
Italo Giovannucci accettò l’incarico con coraggio, consapevole delle grandi responsabilità che comportava. Fu un momento significativo anche perché segnò il passaggio dalla carica dittatoriale e patriarcale di Podestà a quella libera e democratica di Sindaco.
L’impresa non era semplice, si trattava di ricostruire la città, riorganizzare gli uffici e dare sostegno alla popolazione segnata dalla guerra e dalla dittatura.
La città era stata ridotta dai bombardamenti ad un cumulo di macerie. Giovannucci non si arrese e con grande senso civico si impegnò nella ricostruzione. Per farlo si rivolse ad uno dei più brillanti architetti e urbanisti dell’epoca, Luigi Piccinato, socialista anche lui, a cui fra il 1946 e il 1947 fu affidato il compito di elaborare il Piano di ricostruzione di Pescara.
Tra le opere che Giovannucci decise di realizzare grazie alla collaborazione con Piccinato, meritano una speciale menzione lo Stadio Adriatico, che valse all’architetto un premio negli anni sessanta, e la stazione ferroviaria che, arretrata verso l'entroterra, avrebbe permesso lo sviluppo del tessuto cittadino verso il mare.
Italo Giovannucci fu un amministratore e politico molto amato dai propri cittadini, che lo rielessero sindaco per ben due volte. La sua rielezione nel febbraio del 1948, dopo lo scioglimento arbitrario del Consiglio comunale ad opera del Ministro Scelba, fu motivo di grandissimo dibattito a livello nazionale ed europeo. Nel 1947 infatti per polemiche politiche insorte nel dopoguerra, fu messa in discussione anche l’amministrazione comunale pescarese: la decisione fu rifiutata dalla popolazione stessa che con lui occupò il palazzo del Municipio per ben otto giorni.
La prova della stima che i pescaresi avevano per Italo Giovannucci fu data proprio dalle elezioni del 1948, in cui la sua vittoria con il fronte delle sinistre fu plebiscitaria. L’episodio, che precedeva di pochi mesi le elezioni politiche nazionali, spaventò e non poco le altre forze politiche, tanto che quel momento è passato alla storia come “Sindrome di Pescara”. Giovannucci fu pertanto invitato a partecipare a comizi in tutta Italia, a Genova si radunarono ad ascoltarlo quasi centomila persone. Il racconto di quel periodo è rinvenibile negli archivi storici dei quotidiani dell’epoca e in diversi testi, come “L’anno terribile 1948: il mondo si divide” di Aldo Rizzo, “Storia dell’Italia contemporanea 1918-1948” di Federico Chabod, e a livello locale in “Pescara 1860-1960” di Raffaele Colapietra, che definirà la figura di Giovannucci
“altamente benemerita” , aggiungendo che con lui “la democrazia e Pescara hanno contratto un debito inestimabile”.
Durante tutto il periodo fascista e anche negli anni successivi, Giovannucci fu legato da profonda amicizia e condivisione politica ad alcuni dei più noti politici e intellettuali socialisti e antifascisti italiani come Ignazio Silone, Pietro Nenni, Umberto Terracini, Sandro Pertini, Antigono Donati, Nicola Perrotti e altri rappresentanti della prima Repubblica.
Negli anni successivi ha ottenuto riconoscimenti da parte dell’ ANPPIA (Associazione Nazionale Perseguitati Politici Antifascisti) e dal Partito Socialista. La sua è stata indiscutibilmente una figura di grande spicco per la città sin dalla sua nascita. Fautore di incontro politico, la sua attività politica e la sua partecipazione alle attività amministrative della città è proseguita con diverse cariche fino agli inizi degli anni 70. È stato dirigente di attività sportive e musicali e presidente della Banda Città di Pescara.
Alla sua morte, avvenuta nel 1983, l’amministrazione comunale, presieduta dal sindaco Casalini, gli tributò solenni funerali. Oltre alle autorità locali era presente in piazza una folla commossa di migliaia di persone, accorse nella piazza antistante la chiesa del Sacro Cuore.
Erano persone di tutti i ceti sociali, venute per salutare un sindaco che non avevano mai dimenticato e di cui avevano riconosciuto la passione, l’abnegazione e la generosità.
A lui è intitolata una strada a Pescara, mentre una piazza è dedicata ai Fratelli Giovannucci, nella nativa Cappelle Sul Tavo. Tutti loro infatti erano stati antifascisti diffidati e confinati, distintisi per la totale adesione ai propri ideali. Il 13 settembre 2005 il Consiglio comunale di Pescara gli ha conferito nel corso di una solenne cerimonia una targa alla memoria. Nel 2021 una cerimonia a lui dedicata dal Partito Democratico e dall'ANPI lo ha ricordato in occasione delle celebrazioni del 25 Aprile.